# 다치바나촌 (가나가와현)
다치바나촌(일본어: 橘村)은 1889년 4월 1일부터 1937년 6월 1일까지 존재했던 일본 가나가와현 다치바나군의 촌이다. 

## 지리
현재의 가와사키시 다카쓰구 남부에 해당한다.

## 역사
- 1889년 4월 1일 - 정촌제 시행에 의해 다치바나군 다치바나촌이 성립하였다.
- 1937년 6월 1일 - 가와사키시에 편입해, 동일 다치바나촌은 폐지되었다.
- 1972년 4월 1일 - 가와사키시가 정령지정도시로 승격해 구촌은 다카쓰구가 되었다.

## 교통

### 철도
- 난부철도 (현 동일본 여객철도)
  - 본선 (현 난부선)

## 참고 문헌
- 角川日本地名大辞典編纂委員会,『角川日本地名大辞典 神奈川県』1984, 角川書店
- 大日本篤農家名鑑編纂所編『大日本篤農家名鑑』大日本篤農家名鑑編纂所、1910年。
- 『神奈川の畜産 昭和九年三月』神奈川縣内務部、1934年。